# Ульріх Ґмелін
Ульріх Ґмелін (6 жовтня 1912 Тюбінґен — 30 червня 1944 Могильов), був німецьким істориком, германістом і штандартенфюрером СА. З 1941 року Ґмелін був райхсамтсляйтером (головою Національного бюро) у складі Reichserziehungsministerium (міністерства національної освіти). Він був братом юриста Ганса Ґмеліна.
Ґмелін був призваний до Вермахту в 1943 році і воював в окупованому Німеччиною Радянському Союзі. Він загинув під Могильовом у Білорусі.

## Вибрана бібліографія
- - Auctoritas. Römischer Princeps und päpstlicher Primat. Stuttgart 1936
  - Römische Herrscheridee und päpstliche Autorität. Stuttgart 1937
  - Geistige Grundlagen römischer Kirchenpolitik. Stuttgart 1937
  - Papsttum und Germanenwelt im frühen Mittelalter: Anspruch und Methode des heiligen Petrus. 1937/1938 Tübingen
  - Das Langemark-Studium der Reichsstudentenführung. München 1939
  - Das Langemarck-Studium der Reichsstudentenführung: Berichte aus der Arbeit im Kriege mit Hans Bernhard von Grünberg, Dresden 1941
  - Das Recht auf Lebensraum. Prag 1944
  - Staat und Volksgenosse. Prag 1944
  - Grossdeutschland, das Reich aller Deutschen. Prag 1944
  - Das Recht auf Bildung im völkischen Sozialstaat. Prag 1944

## Кар'єра в SA
- Штурмфюрер: 1938 рік
- Оберштурмфюрер: 1939 рік
- Гауптштурмфюрер: 1940 рік
- Штурмбанфюрер: 1941 рік
- Оберштурмбанфюрер: 1942 рік
- Штандартенфюрер: 1943 рік